# Paullinia clavigera
Paullinia clavigera là một loài thực vật có hoa trong họ Bồ hòn. Loài này được Schltdl. mô tả khoa học đầu tiên năm 1836.